# 의회진선
의회진선(議會陣線)은 홍콩 민주파의 비정당 성격 의원의 연맹이다. 2017년 11월 16일에 설립되었고 정당의 구성원은 민주파 입법회 의원이다. 렁이우충(梁耀忠)과 민주자결파인 에디 추(朱凱迪) 등 급진민주파의 성향을 가지고 있는 구성원도 존재한다. 클로디아 모(毛孟靜)의원과 다른 민주파의원이 가입하면서 4명의 구성원으로 시작하여 2018년 3월 홍콩 입법회 보궐선거를 통해 아우 녹힌(區諾軒), 게리 판(范國威)의원이 의회진선에 가입하면서 홍콩 입법회 민주파의 2대 정치세력이 되었다.

## 같이 보기
- 민주파